# Limfocyty Tc
Limfocyty Tc czyli limfocyty T cytotoksyczne, to subpopulacja limfocytów potrafiąca uśmiercić komórkę prezentującą w kontekście MHC I antygen uczulający dany limfocyt. Jest to jeden z rodzajów odporności komórkowej. Limfocyty T cytotoksyczne wykazują ekspresję białka CD8, umożliwiającego rozpoznawanie MHC klasy I. Należy jednak zwrócić uwagę, że cytotoksyczność mogą również wykazywać limfocyty T CD4+. Limfocyty Tc odgrywają zasadniczą rolę w odpowiedzi odpornościowej przeciwko patogenom wewnątrzkomórkowym, takim jak wirusy i riketsje, oraz przeciwko komórkom nowotworowym.
Limfocyty T zdolne są do różnorodnych reakcji z antygenem, pojawiają się przed porodem. W efekcie tego noworodek może odrzucić przeszczep skóry tak jak dorosły, wytwarza również odporność po szczepieniu BCG.

## Czynniki cytotoksyczności
Do efektu cytytoksycznego są zdolne limfocyty CD8+, niektóre limfocyty CD4+, komórki NK, limfocyty NKT oraz limfocyty Tγδ. Główny mechanizm cytotoksyczności opiera się na wydzialaniu ziaren cytolitycznych, które poprzez utworzenie kanału w blonie komórki docelowej powodują wnikanie jonów sodowych Na+ i tym samym jej rozpad oraz apoptozę.
Alternatywny mechanizm związany jest z receptorami dla cząsteczek TNF. Limfocyty Tc wytwarzają ligandy, które łącząc się z komórkami docelowymi powodują przekazanie sygnału indukującego apoptozę.
Do głównych czynników, które biorą bezpośredni udział w efekcie cytotoksycznym zaliczamy (na podst.):
| Mechanizm                                | Czynnik             | Działanie                                                        |
| ---------------------------------------- | ------------------- | ---------------------------------------------------------------- |
| Ziarna cytolityczne                      | perforyna           | tworzenie porów w błonie komórkowej, pośrednia indukcja apoptozy |
| Ziarna cytolityczne                      | granzymy            | liza białek cytoplazmy i jądra komórkowego                       |
| Ziarna cytolityczne                      | enzymy lizosomalne  | liza białek cytoplazmy i jądra komórkowego, indukcja apoptozy    |
| Ziarna cytolityczne                      | P40-TIA-1           | pobudzenie degradacji DNA                                        |
| Ziarna cytolityczne                      | granulizyna         | uszkodzenie błony komórkowej, indukcja apoptozy                  |
| Mechanizm związany z receptorami dla TNF | Apo-1L/FasL (CD95L) | indukcja apoptozy poprzez Apo-1/Fas (CD95)                       |
| Mechanizm związany z receptorami dla TNF | TNF                 | indukcja apoptozy przez TNF-R1                                   |
| Mechanizm związany z receptorami dla TNF | LT-α                | indukcja apoptozy przez TNF-R1                                   |
| Mechanizm związany z receptorami dla TNF | TRAIL               | indukcja apoptozy przez DR4 i DR5                                |

Oprócz wyżej wymienionych czynników bezpośrednio odpowiedzialnych za cytotoksyczność, limfocyty Tc wydzielają także szereg innych mediatorów (cytokin i chemokin), umożliwiających regulację odpowiedzi odpornościowej oraz stymulujących inne populacje leukocytów. Ze względu na profil wydzielanych cytokin, limfocyty Tc mogą być podzielone na mniejsze populacje: limfocyty Tc1 (ekspresja czynnika transkrypcyjnego T-bet i produkcja interferonu gamma), limfocyty Tc2 (ekspresja czynnika transkrypcyjnego GATA3 i produkcja IL-4) oraz limfocyty Tc17 (ekspresja czynnika RORgt i produkcja IL-17).